# Artéria do ligamento redondo do útero
A artéria do ligamento redondo do útero, também conhecida como artéria de Sampson, é um ramo da artéria epigástrica inferior. Corre por baixo e supre o ligamento redondo do útero. Constitui uma anastomose da artéria uterina e artéria ovariana. Foi originalmente nomeado após John A. Sampson (1873–1946), um ginecologista americano que estudou endometriose.